# Іван Погорілий (просвітянин)
Іван Погорілий (14 вересня 1890, с. Одинківка Новомосковського повіту, нині — у складі Дніпра — 9 жовтня 1938, Дніпро, Україна) — член Катеринославської «Просвіти» з 26 травня 1913, співак хору Одинківської «Просвіти». Жертва російського окупаційного режиму.

## Життєпис

Іван Погорілий (праворуч) з товаришем.

1902 закінчив земську чотирикласну школу.
Погорілий брав активну участь у хорі Одинківської «Просвіти». Фігурує на кількох знімках місцевого українського гуртка, зроблених перед Першою світовою війною. Його дружина Орина (1894 — 1966) походила з Піщанки, працювала в Одинківці у місцевого поміщика, члена «Просвіти» Анатолія Куличенка: доглядала дітей, була ключницею, їздила з родиною Куличенків до Німеччини, на Кавказ тощо.
Ганна Куличенко хрестила в 1913 старшого сина Погорілих Григорія. (В Одинківці нині живуть доньки Григорія Лариса і Людмила). За спогадами односельців, Погорілий був щирий українець: ходив в українських шароварах і вишитій сорочці, при поясі. У Першу світову війну провів в австрійському полоні шість років — з 1914 в м. Лінц (Австрія), з 1916 по 1919 — в с. Надлах Чанад-Медекської області. Після повернення Погорілого з полону 1921 народився син Петро.
Подружжя Погорілих мало ще доньку Ганну. Погорілий брав участь у хорі Одинківської «Просвіти», був добрим організатором, майстром на всі руки. Подружжя Погорілих жило заможно. Коли в Одинківці 1928 організувався колгосп ім. Шевченка, П. разом з дружиною охоче пішов до колгоспу. За спогадами невістки Тетяни, він там днював і ночував. Дружина Орина згадувала, що він, не маючи навичок у водінні, пригнав до колгоспу першого трактора.

### Арешт і розстріл

Іван Погорілий (ліворуч) з товаришем.

Заарештований 14 вересня 1938 Управлінням НКВС по Дніпропетровській області. На день арешту працював у колгоспі ім. Шевченка (Одинківка тоді входила до Дніпропетровського району) і жив на вулиці Шевченка, 21. Хоча був рядовим колгоспником, у графі про соціальний стан зазначено «куркуль».
Звинувачувався у шпигунстві (недарма шість років провів в австрійському полоні!) і антирадянській агітації — уже саме поєднання цих речей, як на здоровий глузд, є абсурдним. Тим часом у вироку зазначалося, що Погорілий є агентом німецької розвідки, передавав їй інформацію шпигунського характеру, створив шпигунсько-повстанську організацію, готував збройне повстання. На момент арешту дружина Орина мала 44 роки, 25-річний син Григорій працював на заводі ім. Кагановича плановиком, 17-річний син Петро навчався в десятирічці селища ім. К. Маркса (нині — ж/м Ігрень), 14-річна донька Ганна була ученицею.
Постановою особливої трійки при управлінні НКВС по Дніпропетровській області від 28 вересня 1938 Погорілий засуджений до розстрілу з конфіскацією усього майна, яке особисто належало йому. Вирок виконано 9 жовтня того ж року. Визначенням військового трибуналу Київського військового округу від 2 вересня 1958 постанову особливої трійки щодо Погорілого від 28 вересня 1938 скасовано, а справу щодо нього припинено через відсутність складу злочину. Сини Погорілого Григорій і Петро в різний час працювали головними технологами об’єднання «Дніпроважпапірмаш» ім. Артема.